# 幸町 (川口市)
幸町（さいわいちょう）は、埼玉県川口市の町名。現行行政地名は幸町一丁目から三丁目。住居表示実施地区。郵便番号は332-0016。

## 地理
川口市の南部に位置する。京浜東北線川口駅が最寄り駅となっている。主に住宅地となっており、マンションなどの高層建築物が増加している。2020年(令和2年)5月7日川口市役所第一本庁舎が完成し、移転した。

### 地価
住宅地地価は、2022年（令和4年）1月1日の公示地価によれば、幸町1丁目3番24の地点で59万4000円/m2となっている。川口市市内では最も高く、埼玉県内ではさいたま市浦和区高砂に次いで高い。

## 歴史

### 沿革
- 1935年（昭和10年）6月1日 - 幸町一丁目〜三丁目、青木町三丁目、並木町一丁目から幸町一丁目〜三丁目が成立[6][7]。
- 1937年（昭和12年） - 大字下青木の一部を幸町一丁目に編入する[6]。
- 1973年（昭和48年） - 住居表示の実施に伴い、地区の一部が中青木二丁目の一部となる[6]。

## 世帯数と人口
2018年（平成30年）3月1日現在の世帯数と人口は以下の通りである。
| 丁目       | 世帯数    | 人口    |
| ---------- | --------- | ------- |
| 幸町一丁目 | 1,649世帯 | 3,513人 |
| 幸町二丁目 | 1,593世帯 | 2,968人 |
| 幸町三丁目 | 1,399世帯 | 2,506人 |
| 計         | 4,641世帯 | 8,987人 |

## 小・中学校の学区
市立小・中学校に通う場合、学区（校区）は以下の通りとなる。
| 丁目       | 番地                            | 小学校                 | 中学校             |
| ---------- | ------------------------------- | ---------------------- | ------------------ |
| 幸町一丁目 | 6番1号〜99号                    | 川口市立青木中央小学校 | 川口市立青木中学校 |
| 幸町一丁目 | その他                          | 川口市立幸町小学校     | 川口市立幸並中学校 |
| 幸町二丁目 | 全域                            | 川口市立幸町小学校     | 川口市立幸並中学校 |
| 幸町三丁目 | 1番1号〜11番99号 12番13号〜37号 | 川口市立幸町小学校     | 川口市立幸並中学校 |
| 幸町三丁目 | その他                          | 川口市立並木小学校     | 川口市立幸並中学校 |

## 交通

### 道路
- 埼玉県道35号川口上尾線
- 東京都道・埼玉県道68号練馬川口線
  - 川口陸橋
- 埼玉県道332号根岸本町線
- 市役所通り
- オートレース通り
- SL・青葉通り
- 八間通り

## 施設
- 川口市役所第一本庁舎
- 川口市立幸町小学校
- 川口幸町郵便局
- 学校法人 文化学園 川口文化服装専門学校
- 幸町第1公園
- 幸町第2公園
- 幸町3丁目あかつき公園
- 幸一ミレニアム公園
- 川口パークタワー
  - 川口パークタワー公園